# Epi ton kriseon
Un epi ton kriseon (griego: ἐπὶ τῶν κρίσεων, "encargado de los juicios", "el que imparte justicia") era un oficial judicial del Imperio bizantino encargado de presidir los tribunales que juzgaban pleitos civiles.
El cargo fue establecido por primera vez por el emperador Constantino IX Monomaco (r. 1042-1055) como parte de sus reformas legislativas, en algún momento entre 1043 y 1047. Durante los siglos XI y XII, el tribunal del epi ton kriseon era uno de los cuatro altos tribunales del Imperio bizantino, junto a los del droungarios tes viglas, el quaestor y el eparca de Constantinopla.
Según la historia de Miguel Ataliates, los jueces de los temas (provinciales) tenían que escribir y presentar copias de sus veredictos al epi ton kriseon, lo que posiblemente era una salvaguarda debido al bajo nivel de conocimientos jurídicos de los jueces provinciales, aunque el epi ton kriseon no funcionaba como tribunal de apelación.
El cargo sobrevivió al menos hasta la disolución del Imperio por la Cuarta cruzada en 1204. Uno de sus últimos y más famosos representante fue el historiador Nicetas Coniata.